# أوميكس
يشير مصطلح أوميكس الجديد باللغة الإنكليزية إلى حقل دراسة الكلمات البيولوجية المنتهية باللاحقة –أوميكس، مثل جيونوميكس أو علم الجينات، وبروتيوميكس أو علم البروتينات. أما اللاحقة -أوم فتستخدم لإدراج مواضيع الدراسة لمثل هذه الحقول، مثل جينوم أو بروتيوم.
هذا وتهدف الجينوميات الوظيفية إلى تعيين الوظائف المتعلقة بالمورثات المحتملة للكائنات الحية المعطاة. وهي تدمج تقنيات مختلفة من لاحقة –الأوميكس مثل ترانزكريبتوميكس وبروتيموكس أو علم البروتينات مع مجموعات متحولة مشبعة.
تستخدم اللاحقة –أوم في البيولوجيا الجزيئي كإشارة إلى المجموع الكلي لنوع ما، وهي مثال على «لاحقة –نيو» التي شكلت عبر استخراجها من المصطلحات اليونانية في -ωμα، وهي سلسلة لا تشكل لاحقة محددة في اللغة اليونانية. 

## الأصل
ميز قاموس أوكسفورد الإنجليزي (OED) بين ثلاثة حقول من تطبيقات اللاحقة –أوم:
1. في الطب، لتشكيل الأسماء التي تعبر عن مفهوم «الانتفاخ، الورم»
2. في الحياة النباتية أو الحيوانية، لتشكيل الأسماء التي تعبر عن «جزء من الحيوان أو النبات يمتلك بنية معينة»
3. وفي علم الأحياء الخلوية والجزيئية، تشكيل الأسماء التي تعبر عن «إجمالي جميع المقومات المدروسة».

نشأت اللاحقة –أوم كشكل مختلف عن اللاحقة –أوما، وزاد استخدامها في الربع الأخير من القرن التاسع عشر. حيث أنها كانت موجودة في الأصل في مصطلحات مثل سكيلروم  أو ريزوم. وجميع هذه المصطلحات مشتقة عن الكلمات اليونانية في -ωμα,، وهي سلسلة لا تتألف من مقطع أو لاحقة واحدة، وإنما هي قابلة للتحليل مثل -ω-μα، فالمقطع -ω- يعود إلى فرع الكلمة، التي تكون فعلا في أغلب الأحيان، أما المقطع -μα فهو يمثل اللاحقة اليونانية الأصلية التي تشكل الاسم لصحيح.
وقد اقترح معجم أكسفورد الإنكليزي أو OED تشكيل التعريف الثالث على أنه تشكيل-داعم من ميتوم أو mitome،  حيث ضمت الشهادات المبكرة بيوم أو المناطق الإحيائية في عام 1916،  والجينوم أو الجينات (التي صيغت بداية على غرار جيرمان جينوم الألمانية وذلك في عام 1920).).
إلى ذلك، فإن الاندماج مع الكلوروسوم في البيولوجيا الجزيئية تم بعلم أصل الكلمة الخاطئ. فالكلمة كلوروسوم مشتقة من الأصل اليوناني χρωμ(ατ)- ومعناه «اللون» وσωμ(ατ)- الذي يعني «الجسد» ، بينما σωμα «الجسد» الأصيل الذي يحتوي اللاحقة -μα، والسابقة -ω- ليست لاحقة مشكلة للاشتقاق وإنما هي جزء من أصل الكلمة. ولأن كلمة جينيوم تشير إلى التركيبة الجينية الكاملة للكائن الحي، فإن اللاحقة –أوم الجديدة توحي بنفسها على أنها تشير إلى «التمام» أو «الكمال».
هذا وقد برز مصطلحي العلماء الحيويون والأحياء الجزيئية بين العلماء الأوائل لبدء تطبيق اللاحقة «أوم-» على نطاق واسع. وكان بعض الدعاة الأوائل من البيولوجيون الحيويون من جامعة كامبريدج، المملكة المتحدة، حيث كان هناك العديد من مختبرات المعلوماتية الحيوية في وقت مبكر مثل مركز ام آر سي، مركز سانجر، وإي بي آي (المعهد الأوروبي للبيولوجيا الحيوية). على سبيل المثال، فقد نفذت المشاريع الأولى للجينيوم والبوتيوم في مركز إم آر سي أو بالإنكليزية مجلس البحوث الطبية.

## كلمات لا تتعلق باللاحقة–أوميكس
( -nomics)
لا تستخدم الكلمة ”كوميك“ اللاحقة «أوميكس»; حيث أنها مشتقة من اللفظة اليونانية “κωμ(ο)-” (المرح) + “-ικ(ο)-” (لاحقة نعتية)، بدلا من اقتطاع “σωμ(ατ)-”.
وبشكل مشابه، فإن الكلمة ”إيكونومي“ ناتجة عن اجتماع الكلمتين اليونانيتين “οικ(ο)-” (المنزل) + “νομ(ο)-” (القانون أو الرسم)، والكلمة «إيكونوميك (س)» تكونت من اجتماع “οικ(ο)-” + “νομ(ο)-” + “-ικ(ο)-”. هذا وتستخدم اللاحقة –أوميكس في بعض الأحيان لإنشاء كلمات حقيبة السفر للإشارة إلى مدارس الاقتصاد مثل ريغانوميكس (سياسات ريغان الإقتصادية).

## الاستخدام الحالي
ازداد استخدام العديد من اللواحق ”أوم“ ذات الأصل ”جينوم“ على نطاق واسع، حيث أصبحت نافعة وتبناها العلماء الباحثون. وقد أضحت كلمة ”بوتيوميكس“ راسخة بوصفها تعبير لدراسة البروتينات في مجال كبير. هذا ويمكن للاحقة «أومز» وصلة قصيرة وسهلة لتغليف حقل ما، على سبيل المثال، من الواضح أن دراسة إنتراكتوميكس يسهل تمييزها للغاية بوصفها متعلقة بتحليلات واسعة المجال للجينات مع الجينات، والبروتين مع البروتين، أو تفاعلات البروتين والليغاند. إلى ذلك، فإن الأبحاث تستقي المزيد والمزيد من لواحق الأوم والأوميكس، كما يظهر ذلك في سعة استخدام هذه المصطلحات في البب ميد ببمد منذ منتصف التسعينيات.

## وصلات إضافية
- Omics.org, قائمة مفتوحة وشاملة للأوميكس على شبكة الإنترنت.
- List of omics, including references/origins. Maintained by the (CHI) Cambridge Health Institute.
- Omics World, مصادر ومعلومات عن دراسة الأوميكس
- Lederberg J, McCray A. 'Ome Sweet 'Omics — A Genealogical Treasury of Words PDF (2 pages). The Scientist 15[7]:8, Apr. 2, 2001. Commentary.